# 歪曲 (アルバム)
『歪曲』（わいきょく）は、日本のヒップホップMCShing02の5枚目のスタジオ・アルバム。2008年6月18日発売。発売元はMary Joy Recordings。

## 解説
日本語オリジナルアルバムとしては前作「400」から6年ぶり。幾度と無く発売延期を繰り返した後に発売された。iTunes Music Storeで世界同時リリースされた。先行シングル「「歪曲」新来」及び『歪曲LP』収録の「泳遠」は収録されていない。2009年2月18日、インストゥルメンタル＋ブックレット付きのアルバム『歪曲楽集』が発売。2009年8月12日、ライブツアーの模様を追ったドキュメンタリーDVD「歪曲巡礼 ドキュメンタリー」が発売。CD発売から20年後の2023年6月18日にサブスクリプション配信がスタート。

## 収録曲
1. 序（じょ）[2:27]（Instrumental）
2. 銃口（じゅうこう）[3:32]
3. 渇望（かつぼう）[3:09]
4. 再興（さいこう）[3:03]
5. 芯鉄（しんがね）[2:46]
6. 焦燥（しょうそう）[4:38]
7. 美獣 (上)（びじゅう）[8:53]
8. 蝶番（ちょうつがい）[6:07]
9. 美獣 (下)（びじゅう）[12:42]
10. 接近（せっきん）[4:55]
11. 櫛ト簪（くしとかんざし）[4:06]
12. 湾曲（わんきょく）[3:59] - ミュージックビデオが制作されている。
13. 抱擁（ほうよう）[5:06] - ミュージックビデオが制作されている。
14. 殴雨（なぐさめ）[4:34]
15. 灼熱（しゃくねつ）[5:17]
16. 玉響（たまゆら）[4:16]

## 曲解説
美獣
Shing02朗読による長編歴史小説のような作品。
登場人物
- 狩麻（カルマ）
ヤーの国の山小屋で暮らしている山人。
- ビジュウ
狼とリスを合わせたような獣。罠にかかっていたところを狩麻によって助けられる。「ビジュウ、ビジュウ」と鳴く
- 茗（メイ）
ビジュウの飼い主。ビジュウが消えた日の夜に狩麻の前に姿を現す。ヤーの国からラーの国に嫁いできたが、ヤーの国を滅ぼす計画を知ってしまい逃される。
- ゴウウ
ラー近衛隊の隊長
- インガ
茗の付き人
- ボンノ
ヤーの国の憲兵隊長

## 参加ミュージシャン（人源）
1. 序
Shing02（ドラム・鐘・ギター・トライアングル）
竹島愛弓（ヴァイオリン）
明慧（声明・鉢・引金）
加地英史（ホーミー）
山口元輝（ドラム）
2. 銃口
Shing02（ラップ・ローズ・ピアノ）
竹島愛弓（ヴァイオリン）
山口元輝（ドラム）
Doc Max（ローズ・ピアノ）
Shuichi Sugimoto（ダブ）
3. 渇望
Shing02（ラップ・シンセサイザー・farfisa・ギター・ヴィブラスラップ）
Ajo（ボーカル）
山口元輝（ドラム・トライアングル・ボーカル）
Doc Max（ローズ・ピアノ）
Junzo（リードギター・ボーカル）
David Boyce（サックス）
Philip Gelb（尺八）
Tasquache,Zaion（ボーカル）
Shingo☆Nishinari,DJ A-1（叫び）
4. 再興
Shing02（ラップ・ベース・ギター・シンセサイザー・オルガン・ダブ）
山口元輝（ドラム・シンセサイザー・サバール・トライアングル）
齋藤徹史（トロンボーン）
西内徹（サックス）
David Boyce（サックス）
Cave（トランペット）
明慧（引金）
5. 芯鉄
Shing02（ラップ・ギター・キーボード・シンセサイザー・ダブ）
ASANOTADANOBU（ボーカル）
山口元輝（ドラム）
Yoshihiro Sako（ベース）
Goro（ディジュリドゥ）
Cave（トランペット）
Shuichi Sugimoto（ビートダブ）
林田涼太（バズ）
宗近健太郎（監修・効果音）
6. 焦燥
Shing02（ラップ・オルガン・ギター・ダブ）
山口元輝（ドラム・メトロノーム）
Doc Max（ローズ・ピアノ）
David Boyce（サックス）
7. 美獣 (上)
西原鶴真（薩摩琵琶弾き語り）
Philip Gelb（尺八）
Shing02（朗読・シンセサイザー・フェンダーボード・ティンパニ・効果音）
Mr.Buckner（エレクトリックベース）
齋藤徹史（トロンボーン）
山口元輝（ドラム・シンバル）
CHIYORI（ボーカル）
David Boyce（サックス）
David Ewell（アップライト・ベース）
Doc Max（ローズ・ピアノ・ギター）
8. 蝶番
Shing02（ラップ・オルガン）
Emi Meyer（ボーカル）
山口元輝（ドラム）
齋藤徹史（トロンボーン）
西内徹（サックス）
David Boyce（サックス）
Philip Gelb（尺八）
9. 美獣 (下)
西原鶴真（薩摩琵琶弾き語り）
Philip Gelb（尺八）
Shing02（朗読・シンセサイザー・ギター・木琴・フェンダーボード）
David Ewell（アップライトベース）
山口元輝（ドラム）
Junzo（ギター）
竹島愛弓（ヴァイオリン）
KND（スティールパン）
David Boyce（サックス）
Fuyu（ボーカル）
Mr.Buckner（エレクトリックベース）
齋藤徹史（トロンボーン）
Doc Max（ローズ・ピアノ・ギター）
CHIYORI（ボーカル）
10. 接近
Shing02（ラップ・ベース・ギター・キーボード・木琴）
たむらぱん（ラップ・ボーカル）
山口元輝（ドラム・ピアノ）
David Boyce（サックス）
竹島愛弓（ヴァイオリンサンプル）
11. 櫛ト簪
Shing02（ラップ・シンセサイザー）
Wesley Ueunten（三線・ボーカル）
CHIYORI（オーバーダブ）
山口元輝（ドラム・バードコール）
David Ewell（アップライトベース）
KND（琴効果音）
宗近健太郎（効果音）
12. 湾曲
Shing02（ラップ・ギター・ヴィブラホン）
Emi Meyer（コーラス）
Bobimin（ボーカル）
山口元輝（ドラム）
Caveman（ベース・ローズ・ピアノ）
Junzo（コーラスギター・クラベス）
Ras Takashi（鍵盤ハーモニカ）
13. 抱擁
Shing02（ラップ・ピアノ・シンセサイザー）
山口元輝（ドラム）
安達深思（ギター）
14. 殴雨
Shing02（ラップ・ヴィブラホン・シンセサイザー）
Doc Max（ドラム・ギター）
竹島愛弓（ヴァイオリン）
山口元輝（ドラム・タンバリン）
Shuichi Sugimoto（ダブ）
15. 灼熱
Shing02（ラップ）
Fuyu（ボーカル）
Dawgisht（ドラム・シンセサイザー・ピアノ・ヴィブラホン）
David Ewell（アップライトベース）
山口元輝（bushes）
16. 玉響
Shing02（ラップ・フェンダーボード・オルガン・magnus）
CHIYORI（ボーカル）
Doc Max（ドラム・ベース・シンセサイザー）
西原鶴真（薩摩琵琶）
竹島愛弓（ヴァイオリン）
山口元輝（ドラム）

鈴木ヒラク（題字）
五所純子（ライナーノーツ）

## ライブツアー
Shing02 歪曲巡礼 (ワイキョクツアー) 2008 オープン戦
- 2008/6/22 (日) 東京 GESHI FES 代々木公園
- 2008/6/23 (月) 東京 APPLE STORE SHIBUYA

Shing02 歪曲巡礼 (ワイキョクツアー) 2008
- 2008/7/04 (金) 苫小牧 CLUB ROOTS
- 2008/7/05 (土) 札幌 BESSIE HALL
- 2008/7/07 (月) 仙台 MACANA
- 2008/7/12 (土) 山形 SANDINISTA
- 2008/7/13 (日) 東京 LIQUIDROOM
- 2008/7/14 (月) 名古屋 CLUB QUATTRO
- 2008/7/15 (火) 大阪 CLUB QUATTRO
- 2008/7/17 (木) 福岡 GRAF
- 2008/7/18 (金) 宮崎 SR BOX
- 2008/7/19 (土) 鹿児島 club CAVE
- 2008/7/20 (日) 熊本 DJANGO
- 2008/7/21 (月) 那覇 桜坂セントラル
- 2008/7/23 (水) 沖縄県国頭郡東村高江　山瓶
- 2008/7/25 (金) 苗場 FUJI ROCK FESTIVAL '08
- 2008/8/01 (金) 姫路 FAB-SPACE
- 2008/8/02 (土) 京都 METRO
- 2008/8/03 (日) 広島 FESTA de RAMA 08
- 2008/8/04 (月) 神戸 CLUB.PI:Z
- 2008/8/08 (金) 宇都宮 NEST
- 2008/8/09 (土) 水戸 SPACE LAB BUBBLE
- 2008/8/10 (日) 桐生 BLOCK
- 2008/8/15 (金) 蝦夷 RISING SUN ROCK FESTIVAL 2008 in EZO
- 2008/8/16 (土) 柏 WATER
- 2008/8/22 (金) 沼津 GAIA
- 2008/8/23 (土) 福井 CREME
- 2008/8/24 (日) 新潟 UNDER WATER BAR praha
- 2008/8/25 (月) 長野 CLUB JUNK BOX
- 2008/8/27 (水) 東京 LIQUIDROOM
- 2008/8/28 (木) 横須賀 かねよ食堂
- 2008/8/29 (金) 大阪 TRIANGLE
- 2008/8/30 (土) 徳島 FUNZONE (ex.UNDERGROUND)
- 2008/8/31 (日) 松山 CAEZAR